# Bothriospermum zeylanicum
Bothriospermum zeylanicum là loài thực vật có hoa trong họ Mồ hôi. Loài này được (J.Jacq.) Druce mô tả khoa học đầu tiên năm 1916 publ. 1917.